# Ziethen (Barnim)
Ziethen is een gemeente in de Duitse deelstaat Brandenburg, en maakt deel uit van het Landkreis Barnim.
Ziethen telt 446 inwoners.